# Erling Brene
Niels Erling Emanuel Brene (14. november 1896 i København – 17. maj 1980 i København) var en dansk komponist.
Allerede som 14-årig bestemte Brene sig for at ville være musiker og komponist. Men først måtte han tage en handelsuddannelse. I 1921 blev han optaget på Det Kongelige Danske Musikkonservatorium for at studere violin og komposition, men forlod det hurtigt igen, for at tage undervisning hos Ludolf Nielsen.
Den senromantiske påvirkning fra Ludolf Nielsen blev dog snart erstattet med inspirationen fra især Frankrig. Hovedparten af hans produktion er inspireret af de motoriske og klanglige impulser fra bl.a. Bartok og Igor Stravinskij. Erling Brene forsøgte at holde klarhed i højsædet, både i instrumentationen, melodikken og frem for alt i harmonikken. Hans kunstneriske personlighed var præget af en fuldkommen ærlighed. Han gav ikke en tone fra sig, som ikke var nødvendig. Der er ingen udvendige effekter eller forloren følsomhed i hans musik, intet til at få det til at glide lettere ned. Men det er måske forklaringen på, at hans musik er kendt af de færreste og på vej ind i glemslen.
Brene hørte til sin tids avantgarde. Så meget desto mere ironisk var det, at det var under en opførelse i 1969 af hans opera Besøgeren med libretto af forfatteren Sven Holm, at den tids unge komponister lavede en protestaktion i teatret mod "de gamle" og "ned med fåmandsvældet". 
I årene halvtredserne og tresserne virkede Erling Brene som sang- og musiklærer på Ellebjergskolen i København, hvor mange elever i de år, lærte ham at kende som en yderst kompetent musiklærer.
Tilbage i 1930'erne hørte han til kredsen omkring UTS (Unge Tonekunstneres Selskab/Det Unge Tonekunstnerselskab) og samarbejdede med bl.a. Finn Høffding og fløjtenisten Johan Bentzon om projekter, der skulle bringe musikken ud ad nye veje, folkekoncerter, musikdramatik, musik for amatører og undervisning.
Fra 1912 til 1948 var de fem kunstarter arkitektur, skulptur, musik, malerkunst og litteratur en del af det olympiske program (se Kunst ved de olympiske lege). Hvert kunstværk skulle have en forbindelse til sport og godkendes af det land, kunstneren repræsenterede. I London i 1948 vandt Erling Brene bronze for kor- og orkesterværket Vigeur.
Erling Brene levede et langt liv, skrev masser af musik, fik meget af det opført, men kun én større ting, en strygekvartet, indspillet på LP.

## Musik
- Elegi for violin og klaver (1920)
- Sonate for klaver (1920)
- Symfoni (1920)
- Junkeren og Møllerpigen (orkester 1921)
- Strygekvartet (1922)
- Sommer, symfoni (1924)
- Sinfonietta (orkester 1925)
- Strygekvartet nr. 1 (1925)
- 3 stykker for kammerorkester 1926
- op. 4 Kammermusik for blæsere (fløjte, klarinet, obo og fagot 1927)
- Polangins Børn (sang og klaver 1928)
- op. 5 Suite for kammerorkester (1928)
- op. 6 Strygekvartet nr. 2 (1928)
- op. 7 Sonate for violin solo (1928)
- op. 8? Tre stykker for kammerorkester (1926)
- op. 8? Sonate for fløjte solo (1928)
- op. 9 Floden (suite for 5 instrumenter efter skuespil 1929)
- op. 10 Koncert for violin og kammerorkester (1929)
- Soldatens Ballade (1930)
- op. 12 Mordet i værtshuset (kammeropera/marionetkomedie 1930)
- op. 14b Suite af Mordet i værtshuset (kammeropera/marionetkomedie 1930)
- Trommer i natten (skuespil 1930)
- 2 stykker for violin og cello (1931)
- 3 småstykker for klaver (1931)
- 4 sange (1931)
- Divertimento (violin og bratsch 1931)
- Husmusik (fløjte, klarinet, violin, bratsch og cello 1931)
- Koncert for obo og kammerorkester (1932)
- op. 18b Suite af Musik for marionetteater (1932)
- Skolesange (1932)
- To Gange tre smaa Klaverstykker (1932)
- 8 småstykker for 2 violiner (1932)
- op. 21 Suite for strygeorkester (1934)
- op. 22 Ouverture (orkester)
- Under Varmebølgen (kor og klaver 1934)
- Klarinetkoncert (1935)
- Pastorale (fra tre stykker for engelsk horn, klarinet og strygekvartet 1935)
- Sange for en altstemme (med klarinet og strygekvartet 1935)
- op. 25 Serenade – til Agnes (fløjte, klarinet, violin, bratsch og cello 1935)
- 3 epigrammer for strygeorkester (1936)
- Dagens musik (klaver 1936)
- op. 27 Capriccio (orkester 1936)
- op. 28 Rapsodi (orkester 1936)
- op. 29 Humoreske (orkester med klaver 1936)
- op. 31 Notturno inquieto (orkester med klaver 1936)
- To gange tre smaa Klaverstykker (1936)
- op. 20 Concerto senza Solennita (fløjte og orkester 1936)
- 6 eenstemmige småsange (1937)
- op. 33 Strygekvartet nr. 3 (1938)
- Ouverture (orkester 1939)
- op. 34 Cellokoncert nr. 1 (1940)
- Sonatine for Klaver (1941)
- 5 sange for mandskor (1941)
- Sonatine for klaver (1941)
- op. 36 Symfoni nr. 1 (Det ukuelige sind 1941)
- Blodets Sang (1942)
- op. 38 Divertimento (fløjte, violin, bratsch og cello 1942)
- op. 39 Suite concertante (orkester 1942)
- op. 40 Vigueur (orkester 1943)
- op. 41 Kvintet (blæserkvintet 1944)
- op. 42 Klaverkoncert nr. 1 (1946)
- Kapel i Arkadien (fløjte, klaver + ? 1946)
- Klavertrio (violin, cello og klaver 1946)
- op. 45 Koncert for blæserkvintet og strygere (1947)
- 3 sange for lige stemmer (kor)
- Sammenspil. Syv småstykker for violin og klaver (1948)
- op. 46 Symfoni nr. 2 Uomo invincibile (1948)
- op. 47 Koncert for viola og orkester (1949)
- Sang til Ellebjergskolens indvielse (1949)
- op. 49b 3 impressioner (klaver? 1949/1954?)
- op. 50 Drengen med fløjten (skoleopera 1950)
- op. 51 Komedieouverture (1950)
- op. 52 Kammerkoncert nr. 1 (violin og strygeorkester 1951)
- Køkkenmøddingen (historie og sang – solister, kor, blokfløjte og slagtøj 1952)
- op. 53 Blomsterpigen som mæcen eller kærligheden drager forbi (strygere? 1952)
- op. 54 Peter Pan (skoleopera 1953)
- op. 55 Under Piletræt (opera efter H.C. Andersen 1954)
- Kantate til Ulrikkenborg Skole (kor + instrumenter? 1955)
- Koncert for klaver og orkester nr. 2 (1955)
- 3 sange (1956)
- op. 58 Antigone (solo, kor og orkester 1957)
- For børnekor og instrumenter (1957)
- Strygekvartet nr. 4 (1957)
- Cyklistsang (1959)
- Grønland (1959)
- op. 61 Strygekvartet nr. 5 (1959)
- op. 62 Optimistic play (orkester 1959)
- 3 sange (1961)
- op. 63 Athena Lemnia (solo, kor og orkester 1961)
- Spanske Kvinder 3 sange (mezzosopran, fløjte, klarinet og slagtøj 1962)
- Erik Glippings drab (1963)
- Aspekter (kor og orkester 1965)
- op. 66 Besøgeren (opera 1964)
- op. 67 Concertino (blokfløjte og klaver 1964)
- 2 klaverstykker (1966)
- op. 69 Kontraster for orkester (1966)
- op. 71 Kvintet (fløjte, violin, bratsch, cello og harpe 1967)
- Strygekvartet nr. 6 (1967)
- 4 sange for lige stemmer (kor 1968)
- 4 stykker for blæserensemble (blæsere 1968)
- op. 73 Strygekvartet nr. 7 (1968)
- To sange for baryton og orkester (1968)
- En Konges Død (soli og orkester 1969)
- op. 76 Præludium og capriccio (fløjte og harpe 1969)
- op. 77 Symfoni nr. 3 (1963)
- op. 80 Sonate for violin, klarinet og piano (1970)
- Strygekvartet nr. 8 (1970)
- op. 81 Kammerkoncert nr. 2 (klarinet og strygeorkester 1971)
- op. 82 Strygekvartet nr. 9 (1971)
- Nattens sange (solo, kor og orkester 1972)
- Stadier, pieces symphonic (orkester og klaver 1972)
- Bøndernes tretanello (kor 1973)
- Concertino (fløjte, cello, klaver og strygere 1973)
- op. 85a Trio (blokfløjte, cello og klaver 1973)
- Duo for fløjte og klarinet (1974)
- op. 87 Strygekvartet nr. 10 (1974)
- op. 89 Cellokoncert nr. 2 (1975)
- Vor Frue (kantate for baryton, blokfløjte, cello og cembalo 1975)
- op. 92a 3 impressioner for orkester (1976)
- op. 92b Sonate (blokfløjte 1976)
- Duo for fløjte og guitar (1976)
- Præludium og capriccio (blokfløjte 1976)
- Sonate for blokfløjte (1976)
- Kammerkoncert nr. 3 (klaver og strygere 1977)
- Pompeji (solo, kor og orkester 1979)
- Sonatine for klaver (1979)